# Широкомуцунест делфин
Широкомуцунестият делфин (Peponocephala electra) е вид бозайник от семейство Делфинови (Delphinidae), единствен в род Широкомуцунести делфини (Peponocephala). Видът не е застрашен от изчезване.

## Разпространение и местообитание
Разпространен е в Австралия, Американска Самоа, Американски Вирджински острови, Ангуила, Антигуа и Барбуда, Аруба, Бангладеш, Барбадос, Бахамски острови, Белиз, Бенин, Бермудски острови, Бонер, Бразилия, Британски Вирджински острови, Бруней, Вануату, Венецуела, Виетнам, Габон, Гамбия, Гана, Гваделупа, Гватемала, Гвиана, Гвинея, Гвинея-Бисау, Гренада, Гуам, Демократична република Конго, Джибути, Доминика, Доминиканска република, Еквадор, Екваториална Гвинея, Западна Сахара, Йемен, Източен Тимор, Индия, Индонезия, Иран, Кайманови острови, Камбоджа, Камерун, Кения, Кирибати, Кокосови острови, Колумбия, Коста Рика, Кот д'Ивоар, Куба, Кюрасао, Либерия, Мавритания, Мадагаскар, Майот, Малайзия, Малдиви, Мартиника, Маршалови острови, Мексико, Мианмар, Микронезия, Мозамбик, Намибия, Науру, Нигерия, Никарагуа, Ниуе, Нова Каледония, Оман, Острови Кук, Пакистан, Палау, Панама, Папуа Нова Гвинея, Перу, Питкерн, Провинции в КНР, Пуерто Рико, Саба, Салвадор, Самоа, САЩ, Свети Мартин, Северни Мариански острови, Сейнт Винсент и Гренадини, Сейнт Китс и Невис, Сейнт Лусия, Сен Естатиус, Сенегал, Сиера Леоне, Сингапур, Синт Мартен, Соломонови острови, Сомалия, Суринам, Тайван, Тайланд, Танзания, Того, Тонга, Тринидад и Тобаго, Уолис и Футуна, Фиджи, Филипини, Френска Гвиана, Френска Полинезия, Хаити, Хондурас, Шри Ланка, Южна Африка, Ямайка и Япония.
Обитава крайбрежията на океани, морета и заливи в райони с тропически, умерен и субтропичен климат.

## Описание
Теглото им е около 206 kg.
Продължителността им на живот е около 47 години.